# Louis-Charles Mahé de La Bourdonnais
Louis-Charles Mahé de La Bourdonnais (Reunión, 1796 o 1797 - Londres, 13 de diciembre de 1840) fue un ajedrecista francés.

## Biografía
Louis-Charles Mahé de La Bourdonnais era el hijo menor de una familia noble, la perteneciente al gobernador de la isla Reunión (Isla Borbón en la época). Estudió en el liceo Henri IV de París, aunque jamás ejerció otra profesión que no fuese la de jugador de ajedrez, durante 20 años.
La Bourdonnais tuvo como maestro a su compatriota Deschapelles, que jugaba de un modo intuitivo y a quien no tardó en superar. En 1834 se enfrentó en un famoso encuentro con Alexander McDonnell en el que disputaron 88 partidas, de las cuales el francés venció en 44, perdió 30 y 14 acabaron en tablas. Un año más tarde publicó «Nuevo tratado sobre el juego del ajedrez», que tenía un tomo de aperturas y partidas y otro de finales teóricos, más 60 estudios compuestos.
Casado con una inglesa visitó Gran Bretaña en 1824, sin encontrar rival de su talla. Vivió fundamentalmente del ajedrez, jugando, publicando libros y siendo secretario del Club de la Regence.
Dos aspectos caracterizan su juego: la rapidez en los análisis y su insaciable gusto por el ajedrez. A pesar de la rapidez con la que jugaba, sus análisis eran agudos y exactos. Su estilo de juego está marcado por las formidables combinaciones, que destacaron en la época por su gran solidez. Nunca se arriesga en el ataque, sino que prepara la combinación centralizando las piezas primero.
Después de ganar en su encuentro con McDonnell volvió a París y fundó la primera revista de ajedrez de la historia: «Le Palamede».
Murió sin dinero en Londres, 1840.